# ПОМЗ-2

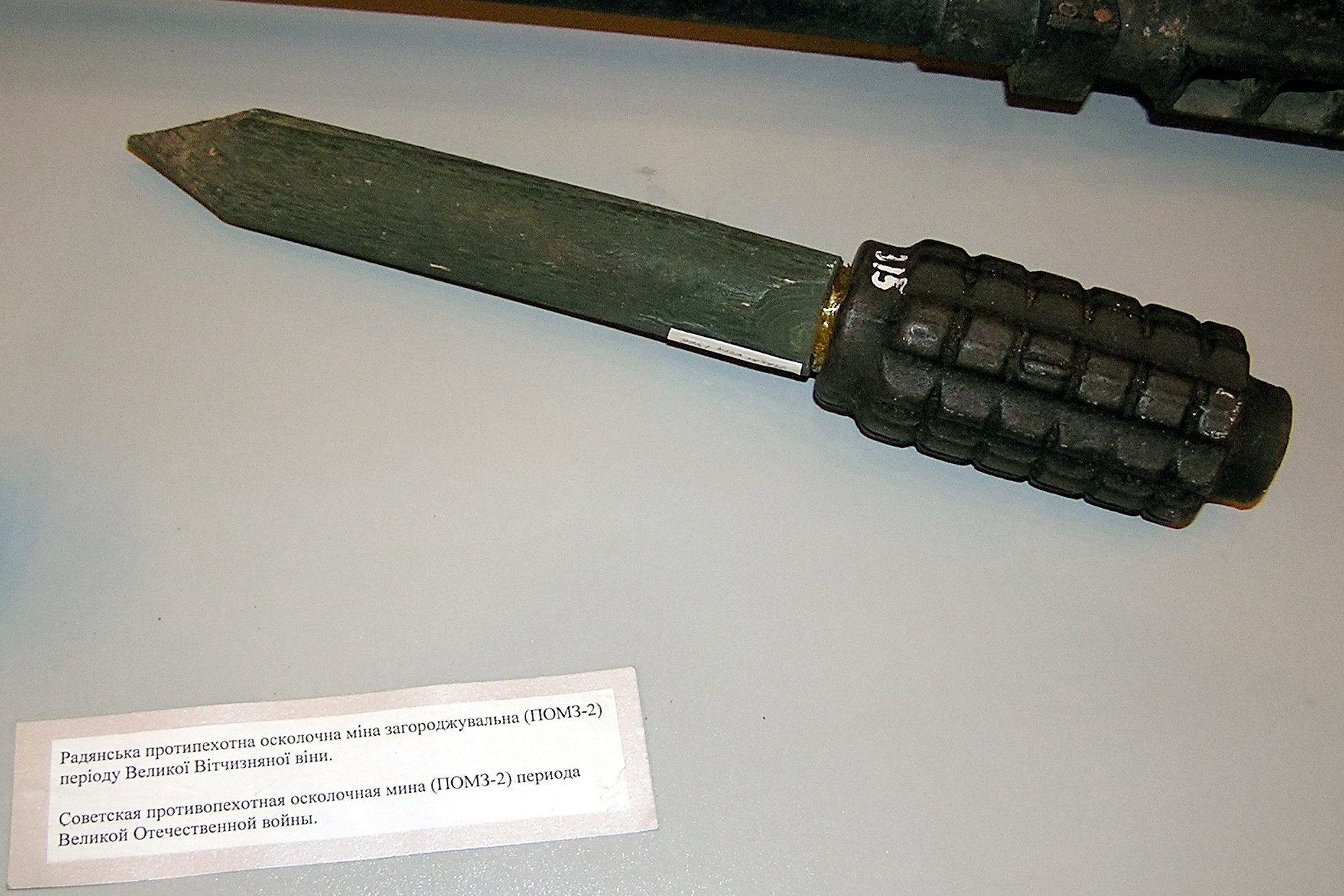
Советская противопехотная осколочная мина (ПОМЗ-2) времён Великой Отечественной войны без взрывателя

ПОМЗ-2 (Противопехотная Осколочная Мина Заграждения) — советская противопехотная осколочная мина натяжного действия.

## Описание
Предназначена для выведения из строя личного состава противника. Поражение наносится осколками корпуса мины. Подрыв производится, когда человек, зацепившись ногой за проволочную растяжку, выдернет боевую чеку взрывателя.
Мина состоит из чугунного корпуса — ребристого цилиндра, имеющего по внешней стороне насечки для обеспечения равномерного дробления, с гнездом под 75-граммовую буровую шашку, и взрывателя серии МУВ с Р-образной чекой, запала МД-2, тротиловой шашки 75 г, отрезка проволоки и двух деревянных колышков.
Мина ПОМЗ-2 устанавливается вручную на вбитый в грунт деревянный колышек, входящий в комплект мины. ПОМЗ-2М отличается массой 1,2 кг и длиной 107 мм, соединение взрывателя резьбовое.
Мины ПОМЗ-2 во многих случаях хранятся на складах в разобранном виде — детали мины (в одном варианте укупорки 22 комплекта, в другом – 20 комплектов в ящике), кроме тротиловых шашек, взрывателей и запалов, сложены в ящик, сгруппированные по типам деталей в разных отсеках ящика. 
При поисковых работах мина ПОМЗ-2, как правило, легко обнаруживается металлоискателем (у неё металлический корпус).

## ТТХ
| Характеристика                      | Значение     |
| ----------------------------------- | ------------ |
| Корпус                              | чугун        |
| Масса                               | 1,5 кг       |
| Масса взрывчатого вещества (тротил) | 75 г         |
| Диаметр                             | 6 см         |
| Высота корпуса                      | 13 см        |
| Длина датчика цели (в одну сторону) | 4 м          |
| Чувствительность                    | 1—17 кг      |
| Радиус сплошного поражения          | 4 м          |
| Температурный диапазон применения   | −60...+60 °C |

## История
Мину ПОМЗ-2 разработали конструкторы П. Г. Радевич и Н. П. Иванов осенью 1941 года.
По состоянию на 2009 год мина ПОМЗ-2 уже не производилась. Однако с вооружения не снята, и произведённые мины и их детали были оставлены храниться на военных складах для использования по мере надобности (а детали кроме чугунного корпуса — также и для использования в минах других типов). Если потребуется, производство мины может быть в любой момент возобновлено